# Tatjana Baramzina
Tatjana Nikołajewna Baramzina (ros. Татья́на Никола́евна Барамзина́; ur. 19 grudnia 1919 w Głazowie, zm. 5 lipca 1944 w Smolewiczach) – radziecka snajperka i telefonistka, Bohater Związku Radzieckiego (1945).

## Życiorys
Rosjanka. Ukończyła niepełną szkołę średnią i szkołę pedagogiczną, pracowała jako nauczycielka i wychowawczyni, w 1940 podjęła studia w Permskim Instytucie Pedagogicznym, ukończyła szkołę pielęgniarek. Od czerwca 1943 służyła w Armii Czerwonej, w 1944 ukończyła Centralną Żeńską Szkołę Snajperów i od kwietnia 1944 walczyła w wojnie z Niemcami. Była telefonistką batalionu 252 pułku strzeleckiego 70 Dywizji Strzeleckiej w składzie 33 Armii 3 Frontu Białoruskiego w stopniu kaprala (jefriejtor).
5 lipca 1944 w walce k. wsi Piekalin w rejonie smolewickim zastrzeliła z karabinu snajperskiego dwudziestu Niemców, udzielała też pomocy rannym. Została schwytana przez hitlerowców, brutalnie torturowana (kłuta nożami) i zamordowana przez odstrzelenie głowy rusznicą przeciwpancerną. Jej szczątki zidentyfikowano tylko po strzępach munduru i włosach. Pochowana w białoruskiej wsi Wołma.
Uchwałą Prezydium Rady Najwyższej ZSRR z 24 marca 1945 pośmiertnie została uhonorowana Złotą Gwiazdą Bohatera Związku Radzieckiego i Orderem Lenina. Jej imieniem nazwano szkołę w Permie, ulice w Moskwie, Głazowie, Iżewsku i Podolsku.